# L'Expérience humaine
Albums de Desireless
Le petit bisou
L'Expérience humaine est un mini-album contenant six titres réalisé par Desireless. 

## Contenu de l'album et vidéo
Après avoir fait appel aux internautes afin de produire son nouvel album via le label belge Akamusic, Desireless, qui a réuni 35 000 € grâce à 576 producteurs, sort l'EP L'expérience humaine.
Réalisé par Alec Mansion, ce mini-album contient six titres dont un remix du titre éponyme et le duo Tes voyages me voyagent précédemment paru sur l'album Leopold Nod... et eux d'Alec Mansion.
Une vidéo est réalisée afin d'accompagner le premier extrait de l'EP L'expérience humaine. Toujours dans l'esprit participatif, Desireless a demandé aux internautes de se filmer en train de chanter le titre.

## Titres
1. L'Expérience humaine (Alec Mansion) 4:24
2. Tes voyages me voyagent (Alec Mansion) 3:56
3. Le Livre des visages (Claudie Fritsch / Alec Mansion - Claudie Fritsch - Jean-Pierre Mader) 3:35
4. Sacapouette (Claudie Fritsch - Alec Mansion / Alec Mansion) 4:30
5. Faudrait qu'je parte au Brésil (Claudie Fritsch) 3:16
6. L'Expérience humaine (Remix Club) (Alec Mansion) 5:22

## Singles
- L'Expérience humaine

## Classements
| Pays   | Meilleure Position |
| ------ | ------------------ |
| France | 29                 |